# 대한민국-베트남 관계
대한민국과 베트남의 관계는 1956년 대한민국과 베트남 공화국의 수교로 시작되었으며, 1975년 사이공 함락으로 단교하였으나, 1992년 대한민국과 베트남 사회주의 공화국은 재수교하였다. 베트남 전쟁 이전에는 베트남 공화국은 대한민국과, 베트남 민주 공화국은 조선민주주의인민공화국과 단독으로 수교하고 있었으나, 사이공 함락 이후에는 조선민주주의인민공화국과의 수교만 유지되었다. 줄여서 한베 관계 또는 한월 관계(韓越關係)라고도 불린다.
1980년대 후반 이후 베트남 정부가 사회주의에 입각한 경제 정책을 과감하게 자본주의 기반 정책으로 고쳐나가면서 많은 발전을 하고 있는데, 특히 아시아에서 커다란 발전을 이룩해낸 대한민국을 그 모델로 삼고 있다. 때문에 현재의 대한민국과 베트남의 관계는 "21세기 포괄적 동반자 관계"로 불리고 있으며 특히 유전개발과 CDMA 이동통신 분야에서의 교류협력등에서 협력이 이루어지고 있다. 베트남은 대한민국을 모델로 한 경제개발을 추구하고 있어서, 베트남과 대한민국 간에 활발한 경제적 협력이 이루어지고 있다.
2023년에는 한국과 베트남의 교역액이 794억 3천만 달러에 이를 것으로 예상되었다. 한국은 베트남에 534억 9천만 달러를 수출했고, 베트남에서 259억 4천만 달러를 수입했다. 2023년 베트남은 중국, 미국에 이어 한국의 3대 무역 상대국이 된다.

## 고려
베트남과 한국의 역사적인 관계는 13세기초 고려 고종(1213년~1259년)의 치세로 거슬러 올라간다. 베트남에 쩐 왕조(1225년~1400년)가 들어서자 멸망한 리 왕조(1009년~1225년)의 왕자 이용상(李龍祥)이 고려로 피난와 귀화하여 화산군(花山君, 현재의 황해북도 금천군)이라는 봉작을 받고 화산 이씨로 살았다고 한다. 이용상은 고려를 여러모로 도와주고 자신의 입지를 굳혔다. 식읍도 하사받았고 후손도 퍼뜨려 화산 이씨의 세보를 한반도에 정착시킨 것이다. 그는 정권을 되찾지는 못했지만 베트남에 남아 있던 씨족이 멸절되었을 때 한반도에서 온전히 혈연을 보존해 끊길 뻔한 베트남 리씨 왕통의 혈연을 약 800년간의 세월을 건너뛰어 베트남에 전해주었다.장준섭, 〈베트남 경제발전과 한국-베트남 동반성장 전략에 대한 연구〉 한양사이버대학교 경영대학원, 석사학위논문 (2013) 82쪽. “이 보다 약 70여년[13세기] 앞서서 베트남 리 왕조의 이양혼(李陽焜)이 왕위계승과 관련하여 불만을 품고 표류하다가 정선에 도착, 정선 이씨의 시조가 되었다는 우리나라 기록도 존재한다.”
1308년 쩐 왕조의 학자인 막정지(Mạc Đĩnh Chi, 莫挺之)가 원나라 대도(大都)에서 고려 사신과 만나 우정을 나눴고, 고려 사신의 권유로 고려에 잠시 살다 고려에 후손을 두고 귀국했다는 이야기가 전해진다.

## 조선
1460년 조선의 학자인 서거정(徐居正)이 당시 후 레 왕조의 사신으로 명나라 통주관(通州館)에서 만난 양여곡(Lương Như Hộc, 梁如鵠)과 50여일을 함께 지내고, 곧 헤어짐을 아쉬워하며 시로 속정을 나눴다고한다.
1597년 진위사(陳慰使) 로서 명나라 북경에 간 이수광(李睟光)은 베트남의 후 레 왕조에서 온 풍극관(馮克寬, Phùng Khắc Khoan)과 운명적인 만남을 가졌다. 두 사람은 숙소인 옥화관에서 50일이나 함께 머물렀다. 한자로 필담을 주고받으며, 두 나라의 역사와 문화 풍속을 이야기하고, 시를 주고 받았다. 고국에 돌아간 풍극관은 관리와 유생들에게 이수광의 시를 소개했다.

## 베트남 공화국과의 수교, 그리고베트남 전쟁

남베트남의 국기

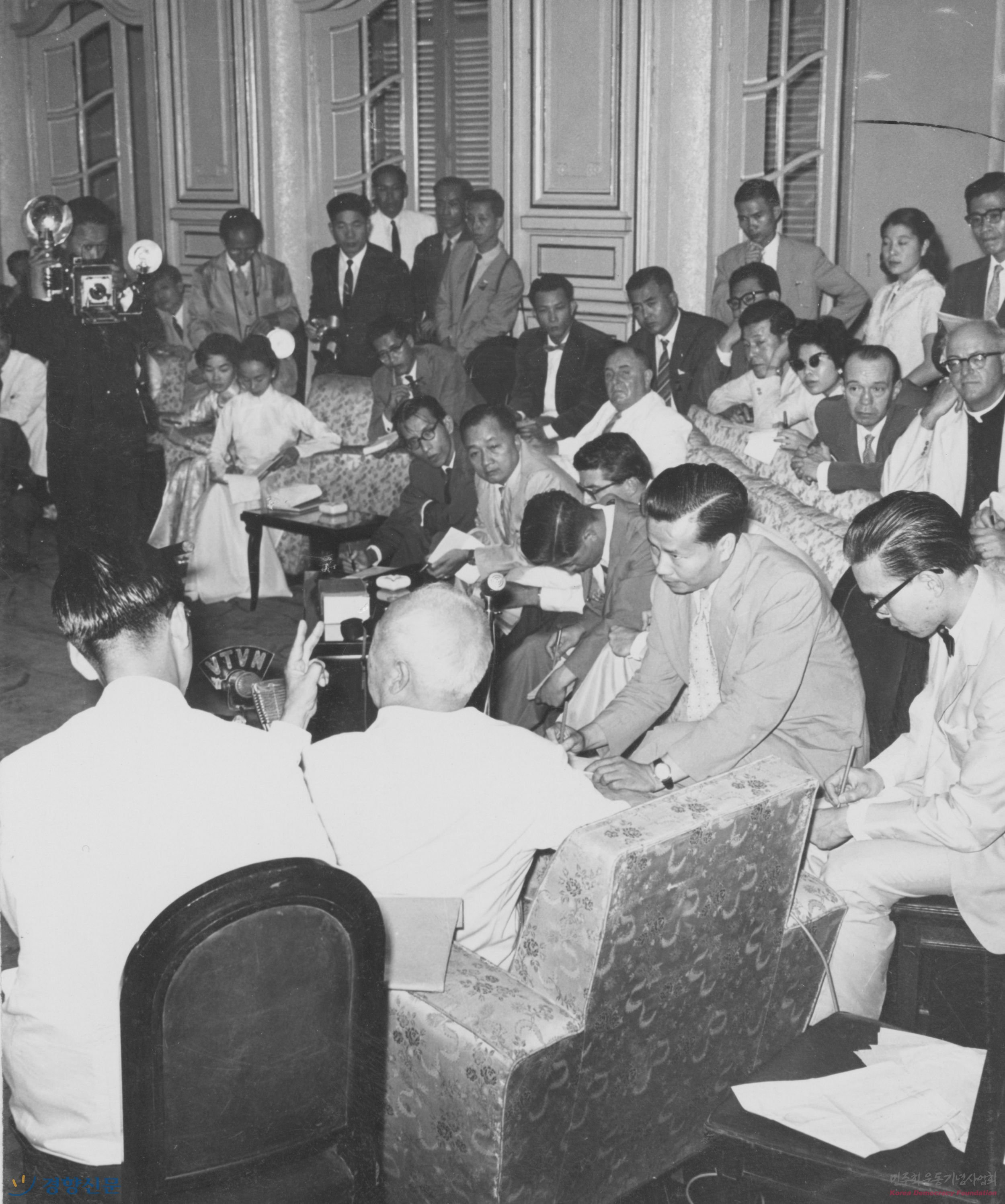
베트남에서 기자회견을 하고 있는 이승만(1958)

1945년 베트남은 프랑스령 인도차이나로부터 독립하였으며, 북위 17도를 경계로 베트남 민주 공화국과 베트남국으로 나뉘었다. 베트남국은 응오딘지엠의 정변으로 무너지고, 베트남 공화국이 세워진다. 베트남 공화국은 공산주의를 경계하는 미국과 프랑스 제4공화국에 의해 자유 진영에 편입되었으며, 대한민국은 1956년에 정식으로 베트남 공화국과 수교하였다. 베트남 전쟁 당시, 대한민국은 미국의 요청으로 남베트남과 자유 진영으로 전쟁에 참여하여 많은 사상자가 발생하였고 민간인 학살이 자행되기도 하였으며, 여전히 고엽제 피행 등 후유증을 안고 있다. 한편 대한민국의 여러 대통령들이 베트남을 방문하였으며, 베트남 전쟁에 대한 사과를 표명하였다.
대한민국군 베트남전 참전은 1964년 9월 11일 1차 파병을 시작으로, 1966년 4월까지 4차에 걸친 박정희 정부 하에서 베트남 전쟁에 대한민국 군을 파병한 사건을 말한다. 미국의 요청 등에 따라 행해진 대한민국 최초의 국군 해외 파병이다. 전세가 치열해지기 시작한 1965년부터 휴접협정이 조인된 1973년까지 파병하였고 1965년 의무중대 등 후방지원부대 파병을 시작으로 육군 맹호부대와 해병 청룡부대가 파병되었고, 1966년에는 "브라운 각서"의 조인으로 백마부대가 추가 파병되어 베트남전 참전 8년간 총 31만 2천853명(최대 5만 명)의 병력이 파견되었다. 외화획득 등 많은 경제적 이익과 전투 경험을 얻은 반면, 대한민국군 32만명이 파병되어 5천명이 전사하고 31만명이 생존 귀국하였으며, 고엽제(2만여 명의 피해) 및 화공약품 후유증으로 귀국후 병사자가 다수 발생하였다. 이 파병기간 도중 미군의 밀라이 학살사건과 비슷한 파월 한국(남한)군에 의한 빈호아사 커우 마을 학살사건(1966년 12월 6일, 131명 사망) 등의 민간인 학살들이 있었다. 월남전 참전의 대가로 대한민국 정부는 미국으로부터 경제원조자금을 지원받았고, 이는 경부고속도로 건설 비용으로 일부 충당되었다. 베트남 전쟁 파병은 한국 경제의 활로를 트고 군을 현대화하는 데 기여하였다는 긍정적인 평가와 함께 베트남 파병이 국군의 목숨을 담보로 한 미국의 용병일 뿐이었다는 비판도 있다. 2005년 8월 26일 정부가 베트남전 관련 문서를 공개하면서 좀 더 정확한 역사적 검증이 가능하게 되었다. 이 문서에는 브라운 각서의 이행 상황과 1970년 2월 24일부터 26일까지 열린 미상원 사이밍턴 청문회에서 주한 미국 대사인 포터의 증언 내용과 한국의 대응과정이 자세히 담겨 있었다. 한편 이대용 공사(公使)는 사이공 함락 직전 먼저 탈출한 대사를 대신해 국군 장병과 건설인력의 안전한 철수 귀국을 위해 마지막 순간까지 남아서 애쓰다가 탈출 기회를 놓치는 바람에 공산군에 붙들려 투옥된 후, 갖은 회유와 협박에도 불구하고 북한행을 거부하며 5년간 복역하다가 석방되어 귀국하였다.

## 베트남 전쟁 이후베트남 사회주의 공화국과의 수교
1992년 4월 2일 연락대표부의 상호개설 양해각서에 서명하고, 1992년 8월 17일 주(駐)베트남 연락대표부 공식업무가 개시되었으며, 1992년 12월 22일에 외교 관계가 (재)수립되었다. 현재 하노이에 상주 대사관이 설치되어 있으며 호찌민 시에는 총영사관이 설치되어있다.
1993년 포 반 키엣 수상이 방한하였으며, 1996년에는 김영삼 대통령, 1998년 김대중 대통령, 2004년에는 노무현 대통령이 베트남을 방문하였다. 1998년 김대중 대통령이 베트남을 방문하였을때는 베트남 전쟁에 대한 유감 발언을 하였으며 2001년 8월에 쩐득르엉 베트남 국가주석의 방한 방문에서는 "우리는 불행한 전쟁에 참여해 본의 아니게 베트남 국민들에게 고통을 준 데 대해 미안하게 생각하고 위로의 말씀을 드린다."라고 공식 사과 하였다. 이에 대한 대한민국의 베트남참전전우회에서는 "망언"이라고 반발하였으며 당시 야당인 한나라당에서는 경솔한 말이라고 비판하였다. 한편 대한민국의 인권단체에서는 대한민국 정부가 베트남 전쟁당시 대한민국 국군의 베트남 민간인 학살범죄라는 과거사에 대해 솔직하게 사과한 것은 긍정적인 현상이지만, 어떤 고통을 주었는지에 대한 규명과 범국민적 사과운동이 필요하다고 주장하였다.
2004년에는 노무현 대통령이 베트남을 방문하였을 때 "우리 국민들은 마음의 빚이 있다. 그만큼 베트남의 성공을 간절히 바라고 있다"고 하였다. 노무현 대통령은 2004년 10월 10일 오후 한·베트남 정상회담에 이어 판 반 카이 총리와 농 득 마잉 당서기장을 잇따라 만나 경제협력 증진과 양국관계에 대해 환담했다. 노 대통령과 카이 총리는 이날 베트남 투자여건 개선 자원, 에너지, 정보통신 분야의 협력 등 경제협력을 증대하는 방안에 대해 주로 협의했다. 노 대통령은 이어 베트남 공산당사를 방문해 농득마인 당서기장을 만나 한반도 평화와 양국의 협력관계 증진을 위한 당의 지원과 협조를 요청했다.
2023년 6월, 당시 대한민국 대통령 윤석열 베트남 주석 보반트엉 초청으로 베트남을 공식 방문하였다. 이번 방문은 양국 간의 경제 협력 및 기타 현안에 대한 양자 관계를 강화하는 데 목적이 있었다.

## 대사관 및 대사
주월남 공화국 대한민국 대사관은 베트남 공화국 사이공(현 호찌민시)에 1958년 4월 1일 공사관에서 승격되었다가, 1975년 4월 30일 사이공 함락으로 대사관이 폐쇄되었다. 1992년 12월 22일 하노이에 주베트남 대한민국 대사관이 개설되었고, 호찌민시에 주호찌민 대한민국 총영사관이 개설되었다.
| 대수  | 이 름          | 임기                |
| ----- | -------------- | ------------------- |
| 제1대 | 최덕신(崔德新) | 1956. 5 ~ 1961. 10  |
| 제2대 | 박동진(朴東鎭) | 1961. 11 ~ 1962. 8  |
| 제3대 | 신상철(申尙澈) | 1962. 10 ~ 1970. 12 |
| 제4대 | 유양수(柳陽洙) | 1971. 2 ~ 1974. 3   |
| 제5대 | 김영관(金榮寬) | 1974. 3 ~ 1975. 4   |

| 대수   | 이 름          | 임기                      |
| ------ | -------------- | ------------------------- |
| 제1대  | 박노수(朴魯洙) | 1992.10.3 ~ 1994. 8       |
| 제2대  | 김봉규(金奉奎) | 1994.9.23 ~ 1997. 1       |
| 제3대  | 조원일(趙源一) | 1997.3.7 ~ 2000. 2        |
| 제4대  | 백낙환(白樂煥) | 2000.3.31 ~2003. 2        |
| 제5대  | 유태현(柳泰鉉) | 2003.3.17 ~ 2005. 5       |
| 제6대  | 김의기(金義基) | 2005.5.31 ~ 2007. 9       |
| 제7대  | 임홍재(任洪宰) | 2007.9.17 ~ 2010. 3       |
| 제8대  | 박석환(朴錫煥) | 2010. 3 ~ 2011. 4         |
| 제9대  | 하찬호(河燦浩) | 2011년 6월 1일 ~ 2013. 6  |
| 제10대 | 전대주(全大柱) | 2013년 6월 ~ 2016년 5월   |
| 제11대 | 이혁(李赫)     | 2016년 5월 ~ 2018년 4월   |
| 제12대 | 김도현(金道鉉) | 2018년 5월 ~ 2019년 5월   |
| 제13대 | 박노완(朴魯完) | 2019년 10월 ~ 2022년 10월 |
| 제14대 | 오영주(吳姈姝) | 2022년 10월 ~ 2023년 7월  |
| 제15대 | 최영삼(崔泳杉) | 2023년 7월 ~              |

주한 월남 공화국 대사관은 대한민국 서울특별시에 1958년 3월 1일 공사관에서 승격되었다가, 1975년 5월 17일 사이공 함락으로 대사관이 폐쇄되었다.
| 대수              | 이 름                          | 임기              | 비고                 |
| ----------------- | ------------------------------ | ----------------- | -------------------- |
| 제1대             | 즈엉반득(Dương Văn Đức)        | 1956. 6 ~ 1957. 7 | 공사                 |
|                   | 응우옌꾸이아인(Nguyễn Quí Anh) | 1957. 8 ~ 1958. 3 | 임시대리공사         |
| 1958. 3 ~ 1964. 1 | 응우옌꾸이아인(Nguyễn Quí Anh) | 임시대리대사      |                      |
|                   | 응오똔닷(Ngô Tôn Đạt)          | 1964. 2 ~ 1966. 2 | 임시대리대사, 참사관 |
| 제1대             | 응오똔닷(Ngô Tôn Đạt)          | 1966. 2 ~ 1967. 6 |                      |
| 제2대             | 도까오찌(Đỗ Cao Trí)           | 1967. 7 ~ 1968. 7 |                      |
|                   | 당응옥지에우(Đặng Ngọc Diêu)   | 1968. 7 ~ 1969. 5 | 임시대리대사, 공사   |
| 제3대             | 팜쑤언찌에우(Phạm Xuân Chiểu)  | 1969. 5 ~ 1975. 5 |                      |

| 대수  | 이 름                          | 임기            | 비고 |
| ----- | ------------------------------ | --------------- | ---- |
| 제1대 | 응우옌푸빙(Nguyễn Phú Bình)    | 1993년 ~ 1997년 |      |
| 제2대 | 응우옌반쓰엉(Nguyễn Văn Xương) | 1997년 ~ 2001년 |      |
| 제3대 | 즈엉찡특(Dương Chính Thức)     | 2001년 ~ 2005년 |      |
| 제4대 | 팜띠엔번(Phạm Tiến Vân)        | 2005년 ~ 2010년 |      |
| 제5대 | 쩐쫑또안(Trần Trọng Toàn)      | 2010년 ~ 2013년 |      |
| 제6대 | 팜흐우찌(Phạm Hữu Chí)         | 2013년 ~ 2017년 |      |
| 제7대 | 응우옌부뚜(Nguyễn Vũ Tú)       | 2017년 ~ 2020년 |      |
| 제8대 | 응우옌부뚱(Nguyễn Vũ Tùng)     | 2020년 ~ 2024년 |      |
| 제9대 | 부호(Vũ Hồ)                    | 2024년 ~        |      |

## 교통
한국과 베트남 간에는 대한항공, 아시아나항공, 베트남 항공 등이 서울, 부산과 하노이, 호치민에 운항 중이다.
| 서울/인천 \|\| align=center\|ICN \|\| align=center\|RKSI \|\| 인천  | ○ 대한항공(2개) : 호찌민, 하노이 ○ 아시아나항공(2개): 호찌민, 하노이 |
| 부산/김해 \|\| align=center\|PUS\|\|align=center\|RKPK \|\| 김해    | ○ 대한항공 : 하노이                                                  |
| 하노이 \|\| align=center\|HAN \|\| align=center\|VVNB \|\| 노이바이 | ○ 베트남 항공 : 서울(인천), 부산                                     |
| 호찌민 \|\| align=center\|SGN\|\|align=center\|VVTS \|\|떤썬녓      | ○ 베트남 항공 : 서울(인천), 부산                                     |

## 문화
안산시 원곡동 안산역 건너편에서 시작해 원곡본동사무소에 이르는 300~400m의 "국경 없는 마을"에는 4개의 베트남 음식점이 있다.

## 같이 보기
- 주한 베트남 대사관
  - 주부산 베트남 총영사관
- 주베트남 대한민국 대사관
  - 주호찌민 대한민국 총영사관
  - 주다낭 대한민국 총영사관